# Sprite (manga)
Sprite (スプライト?, Supuraito) è un manga horror-gore di Yūgo Ishikawa uscito nel 2009 e conclusosi nel maggio 2015.
Pubblicato in Giappone da Shogakukan sulla testata Big Comic Superior, in Italia è edito da GP Manga dal volume 1 al 6 e da J-Pop dal numero 7 al 15, mentre in Francia da Kazé.

## Trama
Yoshiko vede una sostanza nera cadere dal cielo come neve. Sarà l'inizio per lei e per i suoi amici di una lotta per la sopravvivenza in un oscuro scenario apocalittico dove il nemico pare proprio essere il tempo.

## Volumi
| Nº | Titolo italiano Giapponese 「Kanji」 - Rōmaji | Data di prima pubblicazione              | Data di prima pubblicazione              |
| Nº | Titolo italiano Giapponese 「Kanji」 - Rōmaji | Giapponese                               | Italiano                                 |
| 1  | Sprite 1 「スプライト1」                      | 27 febbraio 2010 ISBN 978-4-091-83057-9  | 22 settembre 2012 ISBN 978-88-6468-826-8 |
| 2  | Sprite 2 「スプライト2」                      | 27 febbraio 2010 ISBN 978-4-091-83058-6  | 15 dicembre 2012 ISBN 978-88-6468-900-5  |
| 3  | Sprite 3 「スプライト3」                      | 30 giugno 2010 ISBN 978-4-091-83209-2    | 16 marzo 2013 ISBN 978-88-6634-455-1     |
| 4  | Sprite 4 「スプライト4」                      | 29 ottobre 2010 ISBN 978-4-091-83508-6   | 6 luglio 2013 ISBN 978-88-6634-482-7     |
| 5  | Sprite 5 「スプライト5」                      | 30 marzo 2011 ISBN 978-4-091-83719-6     | 21 marzo 2015 ISBN 978-88-6883-066-3     |
| 6  | Sprite 6 「スプライト6」                      | 28 ottobre 2011 ISBN 978-4-091-84128-5   | 20 giugno 2015 ISBN 978-88-6883-320-6    |
| 7  | Sprite 7 「スプライト7」                      | 30 novembre 2011 ISBN 978-4-091-84179-7  | 30 novembre 2016 ISBN 978-88-6883-757-0  |
| 8  | Sprite 8 「スプライト8」                      | 27 aprile 2012 ISBN 978-4-091-84448-4    | 25 gennaio 2017 ISBN 978-88-6883-874-4   |
| 9  | Sprite 9 「スプライト9」                      | 28 settembre 2012 ISBN 978-4-091-84670-9 | 15 marzo 2017 ISBN 978-88-6883-958-1     |
| 10 | Sprite 10 「スプライト10」                    | 29 marzo 2013 ISBN 978-4-091-85133-8     | 17 maggio 2017 ISBN 978-88-3275-022-5    |
| 11 | Sprite 11 「スプライト11」                    | 30 luglio 2013 ISBN 978-4-091-85378-3    | 12 luglio 2017 ISBN 978-88-3275-081-2    |
| 12 | Sprite 12 「スプライト12」                    | 30 gennaio 2014 ISBN 978-4-091-85854-2   | 18 ottobre 2017 ISBN 978-88-3275-174-1   |
| 13 | Sprite 13 「スプライト13」                    | 30 luglio 2014 ISBN 978-4-09-186345-4    | 13 dicembre 2017 ISBN 978-88-3275-175-8  |
| 14 | Sprite 14 「スプライト14」                    | 26 dicembre 2014 ISBN 978-4-09-186697-4  | 21 marzo 2018 ISBN 978-88-3275-176-5     |
| 15 | Sprite 15 「スプライト15」                    | 29 maggio 2015 ISBN 978-4-09-187027-8    | 13 giugno 2018 ISBN 978-88-3275-177-2    |